# ひとり薩摩路
「ひとり薩摩路」（ひとりさつまじ）は、2007年4月4日に発売された水森かおりの15枚目のシングル。

## 解説
- 連続初登場TOP10入りの記録を4作連続に更新。
- 第49回日本レコード大賞金賞受賞。
- ベストヒット歌謡祭演歌・歌謡曲部門グランプリを2年連続で受賞。
- 第58回NHK紅白歌合戦へ5年連続5回目の出場を果たし歌唱。

## 収録曲
1. ひとり薩摩路 (4:37) 
作詞：下地亜記子／作曲：弦哲也／編曲：前田俊明
2. ひとり薩摩路（オリジナルカラオケ） (4:37)
3. ひとり薩摩路（半音下げカラオケ） (4:37)
4. ひとり薩摩路（半音下げカラオケ・ガイドメロ入り） (4:37)
5. 雨の恋唄 (4:45)
作詞：菅麻貴子／作曲：弦哲也／編曲：前田俊明
6. 雨の恋唄（オリジナルカラオケ） (4:45)
7. 雨の恋唄（半音下げカラオケ） (4:45)
8. 雨の恋唄（半音下げカラオケ・ガイドメロ入り） (4:45)

## 収録アルバム
- 『歌謡紀行VI 〜ひとり薩摩路〜』（2007年9月26日）